# Sukajadi (Ulu Ogan)
Sukajadi is een bestuurslaag in het regentschap Ogan Komering Ulu van de provincie Zuid-Sumatra, Indonesië. Sukajadi telt 657 inwoners (volkstelling 2010).